# 西半球

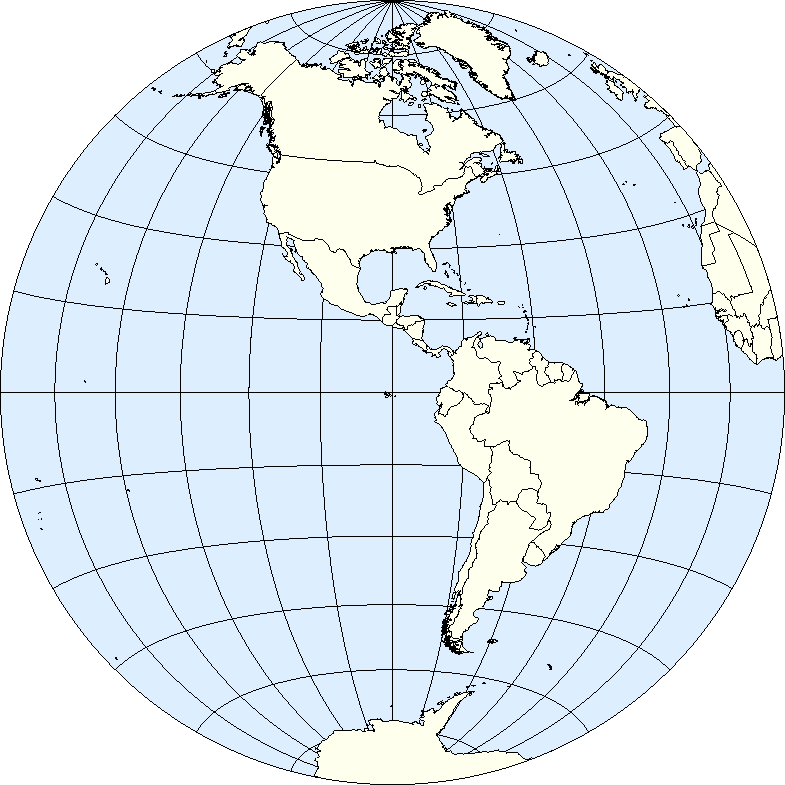
西半球

西半球（にしはんきゅう）とは、地球のうち本初子午線から西回りに西経180度（180度経線）までの半分のことである。残余の部分を東半球という。西半球で経度を示すには、西経を用いる。
西半球には、
- アメリカ大陸
- ユーラシア大陸の西端と東端
- アフリカ大陸の一部西部地域
- 南極大陸の西南極
- 大西洋の大部分西部地域
- 太平洋の東部

などが含まれる。
英語では、西半球はwestern hemisphere（全て小文字）というが、頭文字を大文字で書いたWestern Hemisphere（またはWestern hemisphere）は、アメリカ大陸とその周辺の島および海域を指す言葉として用いられる。すなわち、上述の西半球のうち、ユーラシア大陸・アフリカ大陸・南極大陸を除いたもので、ほぼ新世界と同義である。この場合、対するEastern Hemisphereは旧世界とほぼ同義となる。